# Ezüst
Az ezüst (INN: silver) egy kémiai elem a periódusos rendszerben, jele Ag (latin: argentum), rendszáma 47, nyelvújításkori neve ezüstany. Elsősorban ékszerek, pénzérmék, étkészletek, edények készítésére és a filmes fényképészetben hasznosítják.

## Jellemzői

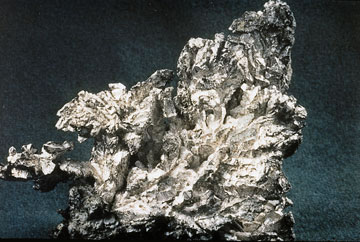
Ezüströg

Az ezüst fehéren csillogó, jól nyújtható és hengerelhető nemesfém, amiből igen vékony lemezek és huzalok készíthetők. Kémiailag ellenálló, tiszta levegőben vagy vízben megtartja színét és csillogását, de a levegőben levő kén-hidrogén megfeketíti, mert ezüst-szulfid képződik a felületén. Az oxigénnel nem reagál, de olvadt állapotban elég sok oxigént képes oldani. Az olvadék lehűlése közben, az ezüst megszilárdulásakor az oldott oxigén erőteljesen fröcskölve szabadul fel.
Az áramot az összes ismert elektromos vezető közül a legjobban, még a réznél is jobban vezeti. A legalacsonyabb fajlagos ellenállású fém. Drágasága miatt mégis viszonylag keveset használnak belőle az elektrotechnikában. A második világháború rézhiányos idején elektromágneseket készítettek belőle az urán dúsításához. A szupravezető ötvözeteknek minimális az ellenállása, de ezek (egyelőre) csak nagyon alacsony hőmérsékleten léteznek.
Az ezüst hővezető- és fényvisszaverő-képessége minden más féménél jobb; utóbbi tulajdonsága miatt már az ókorban is tükröket készítettek belőle. Öntésre csak ötvözetei alkalmasak. Tiszta állapotában rendkívül lágy, könnyen megmunkálható, viszont puha, könnyen kopik. Leginkább rézzel szokás ötvözni, ez nagymértékben növeli szilárdságát, miközben az ötvözet egészen 50% ezüsttartalomig megtartja fehéres, az ezüstre jellemző színét. Finomságát ezrelékben adják meg, tehát a .800-as ezüst ezüsttartalma 800 ezrelék, azaz 80%.

## Története

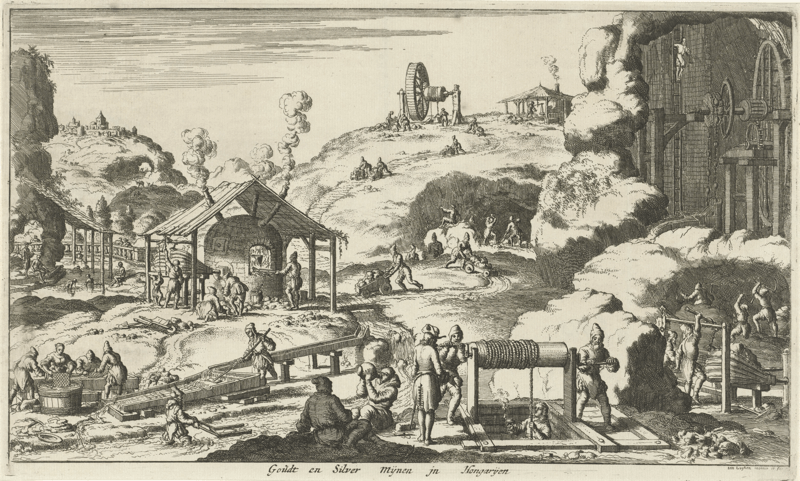
Az arany és az ezüst bányászata Magyarországon az 1600-as évek végén

Története szorosan egybefonódik az aranyéval, mert az ezüst is előfordul elemi formában, és fényével már az ókorban felhívta magára a figyelmet. Ékszereket készítettek belőle, később pénzverésre használták. Az ókori Egyiptomban, amikor előállításra még csak az elemi formát ismerték, a két fém értéke megegyezett. Később, mikor felfedezték a vegyületekből való előállítását, az ezüst értéke csökkenni kezdett az aranyhoz viszonyítva. Az újbirodalom idején jellemzően 1:2 volt az értékarány az arany javára, ami III. Ramszesz idején (i. e. 1200 körül) rövid idő alatt hirtelen lecsökkent. A középkorban 1 kg arany megfelelt 13 kg ezüstnek, 1895-ben 28 kg-nak, 1939-ben már 77 kg-nak. 2008 végén 65 körül mozog ez az arány. A föníciaiaktól fennmaradt egy ötvözet 75% arany és 25% ezüst összetétellel. A rómaiak és a görögök is arany-ezüst ötvözetet használtak (80% arany-20% ezüst) amit elektrumnak neveztek. Az első arany és ezüst pénzérmék kb. az i. e. VII. századból származnak, Rómában i. e. 217-ben verték az első ezüstpénzt.
Az ókorban az ezüst Indiából, Perzsiából, de főleg Spanyolországból származott. A középkorban az ezüst bányászata kiterjedt Szászország, Csehország és Tirol területére. Amerika felfedezése után a legtöbb ezüst az Újvilágból származik.

## Előfordulása
A természetben előfordul elemi állapotban is (ritkábban önállóan; a termésarany és a termésezüst ötvözete az elektrum), de leggyakrabban különböző szulfidásványokban. A tiszta ezüst-szulfid (argentit) ritka, inkább más fémek szulfidjait kíséri alárendelt mennyiségben.
Legfontosabb ércásványai:
- argentit,
- pirargirit (Ag3SbS3).

Legtöbbször tartalmaznak ezüst-szulfidot:
- az ólom,
- a réz,
- az antimon és
- az arzén

szulfidásványai is (az ólom-szulfid – galenit – ezüst-szulfid-tartalma elérheti az 1%-ot).
Jogszabályban előírt, „hivatalos” háttér értéke Magyarország talajaiban 0,3 g/t; szennyezettségi határértéke 2 g/t. Jogszabályban megengedett mennyisége országonként igen különböző; így például Kanadában a terület használatának módjától függően 20–40 g/t.
Tényleges háttér értéktartományai Magyarország geokémiai nagytájain:
- 1. nagytáj: < 0,2 g/t
- 2. nagytáj: < 0,5 g/t
- 3. nagytáj: < 0,2 g/t
- 4. nagytáj: < 1,0 g/t

A felszíni vizekben szokásos koncentrációja 0,055–1,5 µg/l; a vízben az ezüst nagyobb része nem disszociáló AgCl-ként van jelen – a kloriddal és/vagy a huminsavakkal komplexeket képez.
A WHO szerint az ivóvíz ezüst-tartalmára nem kell határértéket megállapítani, mert természetes koncentrációja az egészségre veszélytelen. A magyar jog szerint a megfelelő minőségű ivóvízben legfeljebb 10 µg/l, a tűrhetőben legfeljebb 50 µg/l ezüst lehet. Szántóföldön hasznosítani kívánt szennyvízben Magyarországon megengedhető határértéke 100 µg/l.
A levegőben szokásos mennyisége 0,1–2,0 ng/m³.
Az élelmiszerek többségében rendkívül kevés (0,01–0,1 mg/kg) ezüst van; az ember napi ezüstfelvételét 1–16 µg közé becslik.

## Előállítása
Az a felfedezés, hogy az ólom-szulfid (galenit) általában tartalmaz ezüst-szulfidot, amiből ki lehet vonni az ezüstöt, arra a téves következtetésre juttatta az alkimistákat, hogy az ólmot át lehet alakítani ezüstté. De az aranyról is azt képzelték (egyesek), hogy színes ezüst, és ha sikerül eltávolítani a sárga színt, akkor ezüstöt kapnak. (Az ókori Egyiptomban az írásmód szerint az ezüstre alkalmazták a „fehér arany” kifejezést.)
Mivel elemi állapotában elég ritka, ezért ásványaiból nyerték ki különböző módszerekkel:
- már az ókorban is felhasználták azt a tulajdonságát, hogy a higannyal amalgámot alkot – az argentitet konyhasóval kezelték, hogy ezüst-kloridot kapjanak. Ehhez adták a higanyt, majd az amalgám izzításával a higanyt elpárologtatták, hogy tiszta ezüstöt kapjanak. Sematikusan:

{\displaystyle \mathrm {Ag_{2}S+2\ NaCl\rightarrow 2\ AgCl+Na_{2}S} \,\!}
Ezüst-szulfid és nátrium-klorid reakciója ezüst-klorid és nátrium-szulfid képződése közben.
{\displaystyle \mathrm {2\ AgCl+2Hg\rightarrow 2\ Ag+Hg_{2}Cl_{2}} \,\!}
Ezüst-klorid és higany reakciója ezüst és higany(I)-klorid képződése közben.
Az így nyert ezüstöt szennyező anyagokat (főleg ólmot, rezet és ónt), oxidálással távolították el: az olvadt ezüstbe levegőt áramoltattak, ami oxidálta a szennyező anyagokat, de nem az ezüstöt. A fémoxidok az edény (kupa) porózus falába szívódtak, és az ezüst megtisztult. Hasonló eljárással tisztították az aranyat is.
Hugh Lee Pattinson 1833-ban szabadalmaztatta a nevét viselő módszert, amivel az ezüst jó eredménnyel különíthető el az ezüsttartalmú ólomból. A módszer alapja, hogy az olvadt ólom-ezüst ötvözetet lehűtve az ólom szilárdul meg hamarabb. Ilyenkor az olvadék felszínére emelkedik, ahonnan lyukas kanalakkal lemerhető. A végül 304 °C-on megszilárduló olvadékban az ezüstkoncentrációja már 2,5%. Ezután az ólmot levegővel oxidálják, így 95%-os tisztaságú ezüstöz kaphatnak. Az angol iparnak nagy előnyt jelentett ez az 1831-től alkalmazott módszer, mivel abban az időben Anglia adta a világ ólomtermelésének 40%-át.
1850-ben Alexander Parkes egy új módszert vezetett be, amely megkönnyítette az ezüst kinyerését az ólom-ezüst olvadékból. A két fém olvadékához egy kevés (1-2%) cinket adnak. A hűlő olvadékból 935 °C-on a cink hab formájában kiválik, és magával viszi az ezüstöt. A cinket 750 °C-on oxidálják, ami után visszamarad a tiszta ezüst.
Az ezüst-szulfidot tartalmazó ásványokból nedves eljárással is ki lehet vonni az ezüstöt. A felaprított ásványt nátrium-cianid oldattal kezelik, és komplex formában kioldja az ezüstöt. A komplexhez cinket adva az ezüst kiválik. Nagyon tiszta ezüst elektrolízissel állítható elő.
{\displaystyle \mathrm {Ag_{2}S+4\ NaCN\rightarrow 2\ Na[Ag(CN)_{2}]+Na_{2}S} \,\!}
{\displaystyle \mathrm {2\ Na[Ag(CN)_{2}]+Zn\rightarrow 2\ Ag+Na_{2}[Zn(CN)_{4}]} \,\!}

## Tulajdonságai
Vegyületeiben az ezüst oxidációs száma általában +1, de van egy pár vegyület ahol +2 (például ezüst(II)-fluorid; AgF2) és +3 (például ezüst(III)-perszulfát; Ag2(SO5)3). Vízmentes állapotban kovalens kötésű vegyületeket, vizes oldatban akvakomplex kationokat képez. A komplex vegyületekben a koordinációs száma 2. Például [Ag(NH3)2]+
Vegyületei általában színtelenek és fényérzékenyek. Az oxigénnel szemben ellenálló, de az ózon oxidálja. A hidrogén-halogenidek nem oldják, kivétel a tömény sósav, amely [AgCl2]- komplex képződés közben kis mértékben oldja. A salétromsav és a tömény kénsav oldja.
{\displaystyle \mathrm {2\ Ag+2\ H_{2}SO_{4}\rightarrow Ag_{2}SO_{4}+2\ H_{2}O+SO_{2}} \,\!}
{\displaystyle \mathrm {3\ Ag+4\ HNO_{3}\rightarrow 3\ AgNO_{3}+2\ H_{2}O+NO} \,\!}
A levegő oxigénjének jelenlétében az alkálicianidok oldják cianokomplex keletkezésével:
{\displaystyle \mathrm {4\ Ag+2\ H_{2}O+8\ NaCN+O_{2}\rightarrow 4\ Na[Ag(CN)_{2}]+4NaOH} \,\!}
Sóoldataiból könnyen redukálható, és megfelelő körülmények között végezve a redukciót összefüggő fémréteg keletkezik (tükörgyártás, foncsorozás). Higanyban amalgámképződés közben oldódik. A fehérjéket kicsapja, ezért fertőtlenítő hatása van.

## Felhasználása
A legfontosabb felhasználási területei a nemesfémek közé való besorolásából erednek. Ékszerek, étkészletek, egészségügyi műszerek, kémiai felszerelések készülnek belőle. Ezen célokra és pénzverésre rezes ötvözeteit használják (10-50% réz). A nem nemesfémből készült tárgyakat esztétikai okból vagy kémiai védelem céljából szokták ezüstözni. A vékony ezüstréteget elektrolízissel viszik fel. Nagy mennyiségű ezüstöt használt a filmes fényképészet, de a digitális technológiák fölöslegessé teszik.
Egyéb felhasználásaiból:
- elektronikai és elektrotechnikai cikkek, ahol szükség van az ezüst kiváló áramvezető képességére (nyomtatott áramkörök, kapcsolók stb.)
- tükörgyártás, ahol felhasználják az ezüst nagy fényvisszaverő képességét (a tömegárucikk alumínium felhasználásával készül)
- egyes koncerthangszerek
- fogászatban (fogak és tömések)
- egyes szintézisekben mint katalizátort használják (metanol oxidálása formaldehiddé, etilén-oxid gyártása etilénből)
- forrasztó ötvözetek
- ezüst-cink és ezüst-kadmium gombelemek
- az ezüst-fulminát egy ütésérzékeny, gyutacsokban használatos robbanószer
- az ezüst-karbid, ami acetilén ezüst-nitrát-oldatban történő elnyeletésénél kiválik, szintén érzékeny robbanószer
- az ezüst-kloridot elő lehet állítani átlátszó formában, így üvegragasztásra használható
- az ezüst-kloridot használják pH-mérők egyes elektródáiban
- kísérleteztek ezüst-jodiddal, amit felhőkbe „oltva” esőt igyekeznek előidézni
- fertőtlenítő hatását a gyógyászatban és ivóvíz csírátlanítására használták

## Izotópjai
A természetben előforduló ezüst két stabil izotóp keveréke: 107Ag (51,839%) és 109Ag. Ismert 28 mesterséges radionuklid, melyek általában részecskegyorsító segítségével állíthatók elő. A legstabilabbak ezek közül az 105Ag, a felezési ideje 41,29 nap, 111Ag, felezési ideje 7,45 nap és 112Ag, felezési ideje 3,13 óra. A többi izotóp nagyon instabil és felezési ideje rövidebb mint egy óra (a legtöbbnek kevesebb mint három perc). A legkönnyebb izotóp (94Ag) tömege 93,943 ATE, a legnehezebbé (124Ag) 123,929 ATE.
A radioaktív 107Pd palládium izotóp béta-sugárzás következtében átalakul 107Ag-é, melynek a felezési ideje 6,5 millió év. Vas meteorokban sikerült kimutatni a 107Pd/107Ag arányt, amiből a meteor korát ki lehet számítani. Az eljárás a vasmagú kisbolygók életkorának és genezisének meghatározásában játszik szerepet.

## Biológiai szerepe
Pozitív élettani szerepéről nem tudunk; főleg az alacsonyrendű szervezetek (különösen a mikrobák) és a halak számára roppant mérgező . A magasabbrendű élőlények többségét jóval kevésbé károsítja (főleg a réz és a szelén felvételének gátlásával) – a glutation peroxidáz (GSH) enzim aktivátoraként az ezüst a szelén erős antagonistája.

## Felvétele
Az ember szervezetébe:
- a légutakból,
- a nyálkahártyáról,
- a bőr sérülésein és
- az emésztőszervekből kerülhet be.

Állatkísérletekben a bélcsatornából a bevitt ezüst mintegy 10%-a szívódott fel; embereknél az ezüst-acetát mintegy 18%-a. A felszívódott ezüstöt a vér globulinhoz kötve szállítja. Az emberi test teljes ezüsttartalmának mintegy fele a májban halmozódik fel; a szervezetből az epe választja ki, és mintegy 90%-a a széklettel ürül ki. Napi szokásos ürített mennyisége:
- széklettel 0,9–97 µg,
- vizelettel 6–15 µg.

Biológiai felezési ideje a tüdőben 1 nap, a májban 52 nap.

### Gyógyhatás
Hippokratész, az orvostudomány atyja, a műveiben feljegyezte az ezüst gyógyító és betegségmegelőző hatását. A föníciaiak ezüst edényekben tárolták az ivóvizet, bort, ecetet, hogy megvédjék azokat a romlástól. Az 1900-as évek elején ezüstpénzt tettek a tejes edényekbe, hogy meghosszabbítsák a tej eltarthatóságát. Az első világháború idején ezüstvegyületeket használtak fertőzések megelőzésere. Széles körű használata az antibiotikumok felfedezésével kiment divatból.
A természetes gyógymódok újra felfedezésével, az ezüst, mint csíraölő szer iránt is megnőtt az érdeklődés. Nyílt sebek kezelésében (főleg égési sebek esetén) ezüst-alginátot használnak fertőzések elhárítására (az alginátok tengeri hínárból kivont biopolimerek). Újabban egyes cégek háztartási gépeiben, ezüst-ionos fertőtlenítő van beépítve (a mosógép az utolsó öblítő vizébe ezüstionokat adagol, hogy a ruháknak hosszabb időre baktériumölő hatást adjanak; de hűtőszekrényekben is használják hasonló célra).
Kísérletek során az ezüstionok baktériumokat, vírust, algákat és gombákat pusztítottak el. A hatás hasonlít egyes nehézfémek (ólom, higany) hatására.

### Mérgezés
A legtöbb élőlényből, így az emberi szervezetből is kimutatták, de biológiai szerepe nem ismert. Bár túladagolva káros hatású, elemi állapotában nem mérgező. Egyes vegyületei és a kolloid ezüst nagyobb mennyiségben mérgező.
Az ezüstmérgezés enyhébb formája az argyria: a vérkeringésbe került ezüst különböző szövetekben (bőr, szem, nyálkahártyák) lerakódik, és kékesszürkére színezi ezeket. Ennek a visszafordíthatatlan elcsúfításon kívül negatív élettani hatása nincs.
Az ember napi, átlagos ezüstfogyasztása 0,06–0,08 mg; mérgezővé 60 mg fölött (huzamosabb ideig tartó, ezerszeres túladagolásban) válik; egyes sói már jóval kisebb mennyiségekben is. Némely vegyülete már egészen kis dózisokban is rákkeltő.

## Vegyületei

### oxidációs szám +1
- Ezüst-oxid: barna csapadékként jelenik meg oldatokban, melyek Ag+-iont tartalmaznak és OH --iont adagolunk. Valószínű, hogy első fázisban AgOH képződik, de ezt nem lehet elkülöníteni. Lúgos kémhatású, és hevítésre elemeire bomlik. Erős oxidálószer, oxidálja a hidrogén-peroxidot, és egyes szerves anyagokat is.

{\displaystyle \mathrm {Ag_{2}O+H_{2}O_{2}\rightarrow 2Ag+H_{2}O+O_{2}} \,\!}
Oldódik ammónia-oldatban, és egy színtelen komplex képződik ([Ag(NH3)2]OH}. Hosszas tárolás esetén sötét ezüst-nitrid (Ag3N) csapadék válik ki, amely még nedves állapotban is erősen robbanékony.
- Ezüst-szulfid (Ag2S) keletkezik, ha hidrogén-szulfidot (H2S) áramoltatunk egy ezüst só oldatába. Ekkor fekete csapadékként válik ki az oldatból. Az ezüst tárgyakat hidrogén-szulfidot tartalmazó légkörben (amilyen a városok, ipari övezetek, nagy forgalmú utak levegője is) egy vékony, fekete, szulfidréteg vonja be. Az ezüst-szulfid nem oldódik savakban sem (ez főleg az ékszer- és dísztárgykészítőknek okoz problémát).
- Az ezüst-halogenidek két csoportba oszthatók:
  - Az ezüst-fluorid (AgF) jól oldódik vízben. Ezüst-oxidból és hidrogén-fluoridból lehet előállítani. Ha a HF feleslegben van jelen, akkor difluorid keletkezik (AgF2).
  - Az ezüst-klorid, -bromid, és -jodid (AgX, ahol X Cl, Br, I) vízben nem oldódik, és oldatból kicsapódik, ha az ezüst oldható sóját tartalmazó oldathoz Cl-, Br- vagy I- tartalmú oldatot adagolunk. Az AgCl fehér és 455 °C-on olvad (vízoldhatósága 0,00186 mg/l), az AgBr a kicsapás pillanatában fehér, de lassan halványsárga lesz és 434 °C-on olvad, az AgI sárga színű, és 552 °C-on olvad. Az AgCl oldódik ammónia oldatban komplex képződéssel ([Ag(NH3)2]Cl). Ha az oldatot savanyítjuk salétromsavval, az AgCl újból kicsapódik. Az AgBr nehezebben oldódik ammónia oldatban, míg az AgI nem oldódik. Mind a három oldódik nátrium-cianidban. Az AgCl vizes szuszpenzióját cink reszelékkel redukálva tiszta ezüstöt kapunk. Ezzel a reakcióval az ezüstöt ötvözeteiből is kinyerhetjük: az ötvözetet salétromsavban oldjuk, majd sósavval kicsapjuk és a tisztított csapadékból cinkkel kinyerjük az ezüstöt.

{\displaystyle \mathrm {3Ag+4HNO_{3}\rightarrow 3AgNO_{3}+NO+2H_{2}O} \,\!}
{\displaystyle \mathrm {AgNO_{3}+HCl\rightarrow AgCl+HNO_{3}} \,\!}
{\displaystyle \mathrm {2AgCl+Zn\rightarrow 2Ag+ZnCl_{2}} \,\!}
Fény hatására mind a három halogenid elbomlik, és finoman eloszló ezüst keletkezik. Ezt a tulajdonságukat a fényképészetben alkalmazzák.
- Ezüst-cianid: színtelen csapadék, oldatból kicsapódik, ha az ezüst oldható sóját tartalmazó oldathoz CN- iont tartalmazó oldatot adunk. Nem oldódik vízben és híg savakban, de oldódik feleslegben levő alkáli-cianidban, komplex képződéssel ([Ag(CN)2]-). A komplexből nem lehet az ezüstöt kicsapni, mint Ag2S, de az Ag2S oldódik nátrium-cianidban.
- Oxosavakkal
  - A legismertebb vegyülete az ezüst-nitrát (AgNO3). Az ezüst salétromsavban oldásával állítják elő. Színtelen, vízben jól oldódó, kristályos, fanyar, keserű só. Szerves vegyületek könnyen redukálják, ezért oldata a bőrt megfeketíti. Olvadáspontja 212 °C, vízoldhatósága 2150 mg/l.
  - Ezüst-szulfát (Ag2SO4), színtelen, kristályos, vízben nehezebben oldódik. Az ezüst kénsavban oldásával állítják elő.
  - Ezüst-acetát (CH3COOAg); színtelen só; ezüst-karbonátból és ecetsavból állítják elő.
  - Ezüst-karbonát (Ag2CO3), sárga csapadékként keletkezik, ha ezüstionokat tartalmazó oldathoz, karbonátionokat adagolunk.

### oxidációs szám +2 és +3
A +2 és +3 oxidációs számú ezüstöt tartalmazó vegyületek erős oxidálószerek
- Ezüst-difluorid (AgF2), ezüstből vagy ezüst-kloridból és fluorból keletkezik 200 °C-on. Szilárd, fekete színű vegyület, vízzel hevesen reagál.
- Ezüst-oxid (AgO), oldatban keletkezik, ha Ag+ iont tartalmazó oldatot peroxo-diszulfátokkal (perszulfátok) kezelünk. A keletkezett oxid erős oxidálószer, amely a szén-monoxidot szobahőmérsékleten oxidálja. Mivel a reakció gyors és teljes, az eljárást gázmaszkokban hasznosítják.

{\displaystyle \mathrm {2AgO+CO\rightarrow Ag_{2}CO_{3}} \,\!}
- A +3 oxidációs számú ezüst néhány komplex vegyületben fordul elő:
  - K[AgF4]
  - Cs[AgF4]
  - Ba[AgF5]
  - K6H[Ag(IO6)2]·10H2O

## Az ezüst értéke és minőség-ellenőrzése
A színezüst piaci árát Magyarországon a nemzetközi tőzsdei árak határozzák meg, elsősorban az osztrák Ögussa, és az olasz tőzsdék. Régebben a londoni tőzsde záró árát vették figyelembe. Manapság nemzetközi viszonylatban az ékszerkereskedők a New York-i tőzsde záró árát használják, de Magyarországon rendszerint az Ögussa árait tekintik alapnak.
Magyarországon az ezüst ékszerek és dísztárgyak kereskedelmi forgalomba csak megfelelő minőség-ellenőrzés után, a 2 grammnál nehezebb tárgyak fémjellel ellátva kerülhetnek. (Különleges esetekben, ha a tárgy kivitele miatt a fémjel nem üthető rá, az ellenőrző szerv lézeres fémjelzést, függő fémjelet azaz plombát, vagy mentességet is engedélyezhet.) A vizsgálatot és engedélyezést a Magyar Kereskedelmi Ellenőrző Hivatal Nemesfémvizsgáló és Ellenőrző Hivatala (NEHITI) végzi. A kereskedelmi forgalomban négy finomsági kategória engedélyezett, és a termékek finomsága nem lehet kisebb, mint az adott kategóriát jelző tisztaság. A 2016-ban engedélyezhető kategóriák 800, 835, 900, illetve 925‰ ezüsttartalmat írnak elő. Az eltérő finomságú tárgyakat az alacsonyabb kategóriába sorolják be, tehát ha egy tárgy 920‰ tényleges finomságú, akkor csak 900‰ lehet a fémjelzése. A hatóság nem csak a forgalomba hozatal előtt ellenőrzi az ezüst tárgyakat, de szúrópróba-szerűen, vagy bejelentésre helyszíni ellenőrzéseket is tartanak. A fémjel nélkül, hamis fémjellel, vagy fémjelzés után megváltoztatva forgalmazott termékeket tartó kereskedők ellen eljárást indítanak. (Gyakori csalás az üreges tárgyak idegen anyaggal való feltöltése, mert az ezüst tárgyak értékét az ezüsttartalom jelentős mértékben meghatározza, ezt pedig a finomságjel és a súly alapján lehet számítani.) Az alkalmazott fémjeleket szükséges időközönként módosítják a hamisíthatóság kiküszöbölése céljából. A korábbi és az aktuális fémjeleket a hivatal a honlapján is közzéteszi, és a kereskedésekben is kötelező kifüggeszteni. A fémjelek azt is jelzik, hogy az adott tárgy hazai termék-e vagy külföldön készült.

## A világ ezüsttermelése
|     | Ország                    | Termelés (2008) (tonna) | Részesedés a világtermelésből (%) |
| 1.  | Peru                      | 3690                    | 17,3                              |
| 2.  | Mexikó                    | 3240                    | 15,2                              |
| 3.  | Kína                      | 2800                    | 13,1                              |
| 4.  | Ausztrália                | 1930                    | 9,1                               |
| 5.  | Chile                     | 1400                    | 6,6                               |
| 6.  | Oroszország               | 1300                    | 6,1                               |
| 7.  | Amerikai Egyesült Államok | 1230                    | 5,8                               |
| 8.  | Lengyelország             | 1190                    | 5,6                               |
| 9.  | Bolívia                   | 1110                    | 5,2                               |
| 10. | Kanada                    | 730                     | 3,4                               |
|     | Többi ország              | 2680                    | 12,6                              |
|     | Összesen                  | 21 300                  | 100                               |

## Fordítás
- Ez a szócikk részben vagy egészben a Silver című angol Wikipédia-szócikk fordításán alapul.  Az eredeti cikk szerkesztőit annak laptörténete sorolja fel. Ez a jelzés csupán a megfogalmazás eredetét és a szerzői jogokat jelzi, nem szolgál a cikkben szereplő információk forrásmegjelöléseként.